# Margarita Moran
Maria Margarita Moran là một hoa hậu đến từ Philippines. Bà đoạt danh hiệu Hoa hậu Hoàn vũ 1973 tại Athena, Hy Lạp và trở thành người phụ nữ thứ hai của Philippines giành danh hiệu này sau Gloria Maria Diaz năm 1969.